# Pachnobia kolymae
Pachnobia kolymae är en fjärilsart som beskrevs av Herz 1902. Pachnobia kolymae ingår i släktet Pachnobia och familjen nattflyn. Inga underarter finns listade i Catalogue of Life.